# Sinatra
Sinatra — свободный и открытый фреймворк, написанный на языке Ruby, предназначенный для разработки веб-приложений. Является альтернативой таким популярным фреймворкам на Ruby, как Ruby on Rails и Merb.
Спроектирован и разработан Блейком Мизерани. Sinatra — небольшое и гибкое приложение, не следующее типичному паттерну Model-View-Controller (модель-представление-контроллер), часто применяющемуся в веб-фреймворках, как, например, в Ruby on Rails. Вместо этого Sinatra фокусируется на идее быстрого создания веб-приложений на Ruby с минимальными усилиями.
Несколько известных компаний активно используют Sinatra, включая BBC, Engine Yard, Heroku, GitHub, и Songbird. Также компания Heroku обеспечивает спонсирование разработки Sinatra.

## Пример
```
#!/usr/bin/env ruby

require
 
'sinatra'

get
 
'/'
 
do

  
redirect
 
to
(
'/hello/World'
)

end

get
 
'/hello/:name'
 
do

  
"Hello 
#{
params
[
:name
]
}
!"

end

```